# Чонсі Делос Бідл

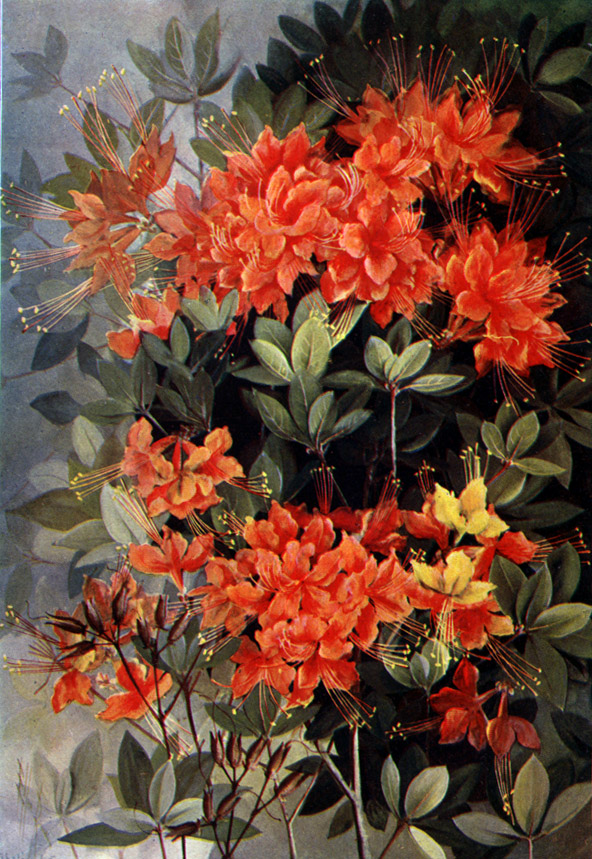
Ілюстрація з Southern Wildflowers and Trees.

Чонсі Делос Бідл (англ. Chauncey Delos Beadle, 1866–1950) — американський ботанік та садівник канадського походження.

## Біографія
Чонсі Делос Бідл народився 5 серпня 1866 року місті Сент-Кетерінс.
Він здобув освіту в галузі садівництва в Ontario Agricultural College (1884) та у Корнельському університеті (1889).
У 1890 році він був найнятий для надання допомоги главі сільського господарства, садівництва та лісового господарства.
Чонсі Делос Бідл найбільш відомий його роботою з азаліями.
Бідл написав вступ для Southern Wildflowers and Trees.
Помер Чонсі Делос Бідл у 1950 році.

## Наукова діяльність
Чонсі Делос Бідл спеціалізувався на насіннєвих рослинах.

## Почесті
The Azalea Garden був названий на його честь.